# Энтлебухер зенненхунд
Энтлебухер зенненхунд (нем. entlebucher sennenhund) — швейцарская порода собак, представитель группы зенненхундов. Происходит из Эмменталя и Энтлебуха (кантон Люцерн), впервые упоминается в 1889 году.
Энтлебухеры — очень крепкие, умные и темпераментные животные. Они всегда настороже, так как раньше были выведены для пастушества. Имеют чёрный с жёлтым до ржаво-коричневого подпалом и белыми пятнами окрас. Вес — от 25 до 30 кг.
Являются родственниками бернских, больших швейцарских и аппенцеллер зенненхундов, у них схожий окрас. Из этих швейцарских пород энтлебухер зенненхунды являются наименьшими по размеру.

## История
Энтлебухер зенненхунд происходит из долины области кантонов Люцерн и Берн в Швейцарии. Долгое время аппенцеллер и энтлебухер зенненхунд считались одной породой. В 1913 году четыре экземпляра энтлебухера были представлены на собачьей выставке в Лангентале энтузиастом Альбертом Хаймом. На основе судейских отчетов собаки были занесены в Швейцарскую Племенную Книгу как четвертая порода зенненхундов. Первый стандарт был написан в 1927 году после основания Швейцарского клуба Энтлебухер Зенненхунда.

## Внешний вид

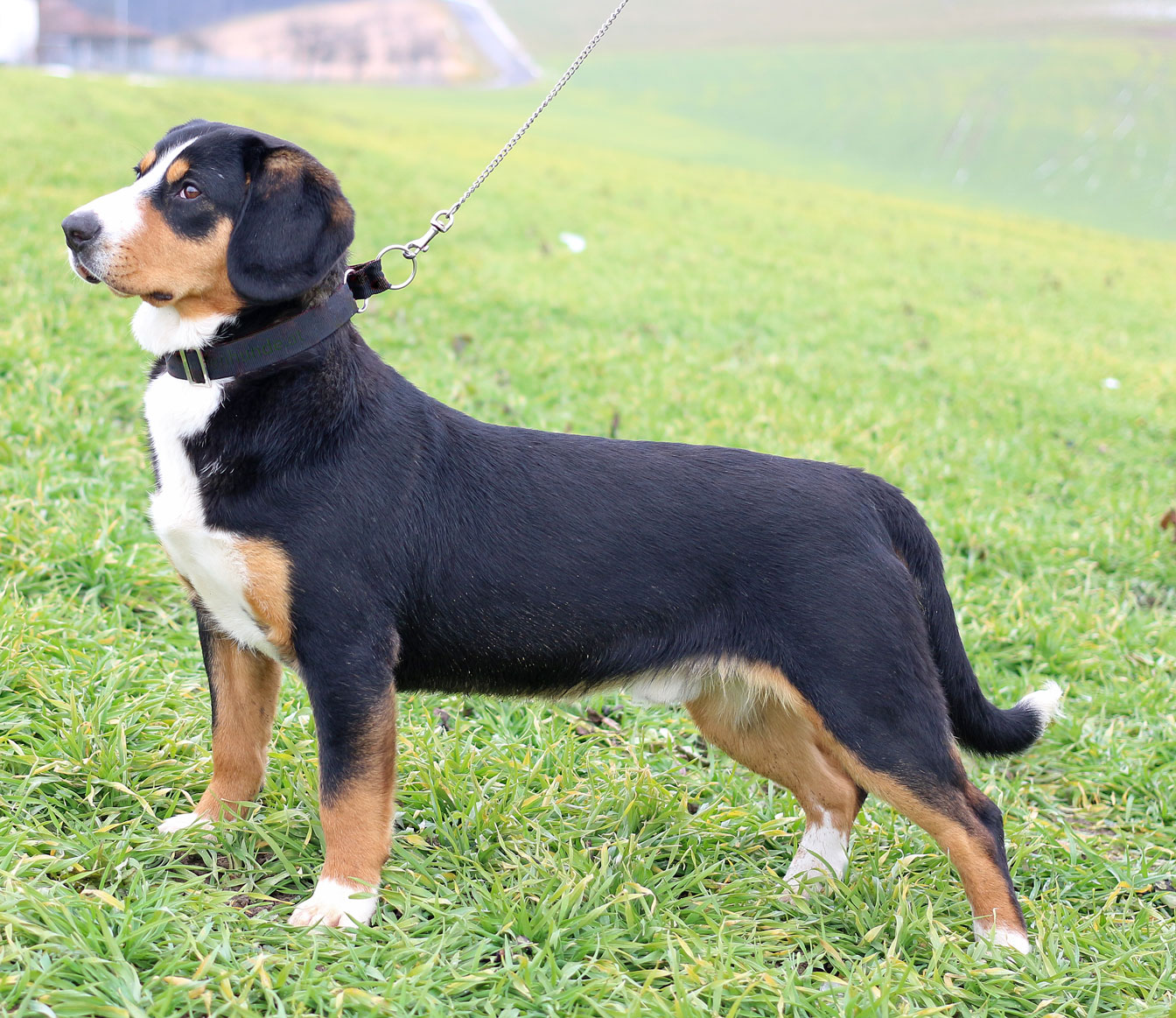

Энтлебухер Зенненхунд - самая маленькая порода зенненхундов, рост кобелей 44-50 см, сук 42-48 см, масса от 25 до 30 кг. 
У энтлебухера гармоничная голова с плоским черепом и узкой мордой, глаза маленькие, коричневого цвета, уши небольшие и висящие. Тело мощное, спина прямая, грудь широкая и глубокая. Хвост может быть длинным, купированным или бобтейл (коротким с рождения).  Ноги мускулистые, мощные. Движения уверенные и свободные. 
Шерсть состоит из густого подшерстка и короткого, жёсткого, гладкого покровного волоса. У породы типичный трехцветный окрас зенненхундов. Основной цвет чёрный с симметричными подпалыми и белыми пятнами. Подпалины находятся над глазами, на щеках, морде, горле, груди и лапах, он должен находится между чёрным и белым. 

## Характер
Энтлебухеры дружелюбные, общительные и активные, а также бесстрашные собаки. Порода является отличным компаньоном, ладит с детьми, отлично уживается с другими домашними животными. Настороженно относится к посторонним.

## Содержание и уход
Энтлебухер зенненхунд быстрая и выносливая собака, поэтому нуждается в ежедневных прогулках длительностью не менее часа. Собака хорошо поддается дрессировке, может использоваться для охраны территории. 
Шерсть породы не требует сложного ухода, достаточно лишь вычесывать отмершую шерсть, мыть собаку нужно по мере загрязнения.

## Здоровье
Энтлебухеры - здоровые собаки. Наиболее часто встречающиеся болезни: дисплазия тазобедренного сустава, а также некоторые заболевания глаз. 
Средняя продолжительность жизни собак этой породы 11-13 лет.